# DDR-Fußball-Oberliga 1961/62
Die DDR-Oberliga 1961/62 war die 13. Auflage der höchsten Spielklasse der DDR. Meister wurde zum dritten Mal der ASK Vorwärts Berlin, der damit seinen Titel aus der Vorsaison verteidigte. Die Saison begann am 5. März 1961 und endete am 3. Juni 1962.

## Vor der Saison
Nachdem in den Jahren von 1955 bis 1960 das Spieljahr im Fußball mit dem Kalenderjahr identisch gewesen war, beschlossen die Funktionäre des DFV zum Jahr 1961, den Spielrhythmus wieder auf das alte System (Herbst-Frühjahr) umzustellen. Man hatte den Frühjahr-Herbst-Rhythmus ursprünglich von der Sowjetunion übernommen, wo dieser Spielrhythmus witterungsbedingt aufgrund der strengen Winter notwendig war (und auch bis 2011/12 in der russischen Premjer-Liga praktiziert wurde). Da in der DDR jedoch nicht die gleichen klimatischen Gegebenheiten herrschten und der Rhythmus nicht mit dem Herbst-Frühjahr-Rhythmus der internationalen Europapokal-Wettbewerbe übereinstimmte, revidierte man schließlich wieder die Entscheidung.
Wegen der längeren Spielzeit wurde die Liga übergangsweise in einer Dreifachrunde gespielt: Alle Mannschaften spielten dreimal gegeneinander – im eigenen Stadion, im Stadion des Gegners und auf neutralem Platz. Als neutrale Austragungsorte wurden über die ganze Saison verteilt überwiegend Spielstätten in kleineren, nicht in der ersten Liga vertretenen Städten gewählt.

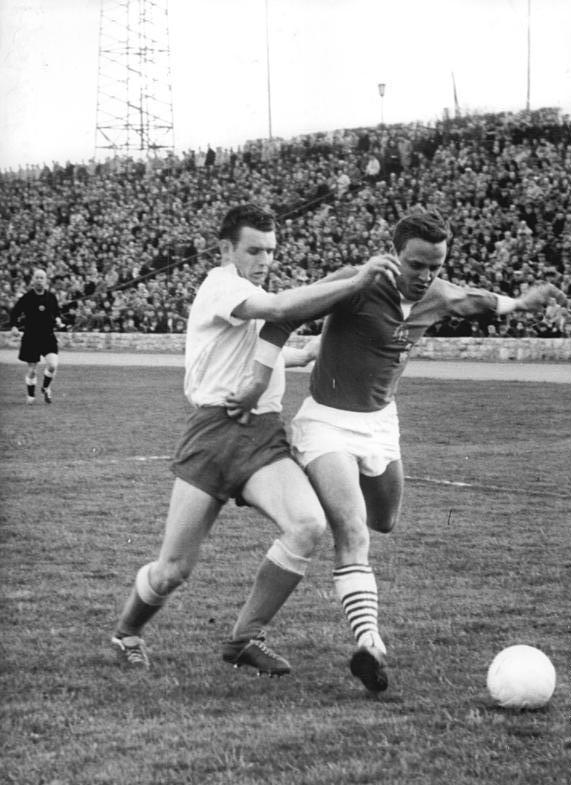
34. Spieltag: Der spätere Meister Vorwärts gegen den amtierenden Pokalsieger Jena: Hier Nöldner (rechts) gegen Stricksner.

## Saisonverlauf
Obwohl sich Vorwärts Berlin die Meisterschaft bereits zwei Spieltage vor Schluss sicherte, sah die Mannschaft lange nicht so aus, als könnte sie ihren Meistertitel aus der Vorsaison verteidigen. Erst am 33. Spieltag lag Vorwärts erstmals auf Platz eins der Tabelle, gab dies Platzierung danach aber nicht mehr ab. Davor stand lange Zeit Empor Rostock an der Tabellenspitze und hatte nacheinander Dynamo Berlin und Motor Jena als größte Konkurrenz. Die Rostocker wurden aufgrund ihrer guten Saisonleistung (die Mannschaft lag die komplette Saison auf einem der vorderen vier Plätze) auch zur Mannschaft des Jahres gewählt.
Als beste Betriebssportgemeinschaft (BSG) schloss erneut Motor Zwickau auf Tabellenplatz fünf ab. Dagegen lief es für die zweite Oberliga-BSG Lokomotive Stendal schlecht. Lok belegte ab dem zweiten Spieltag immer einen Abstiegsplatz und stieg folgerichtig ab. Wobei Stendal noch eine bemerkenswerte Aufholjagd starten konnte: Nachdem man zwischenzeitlich schon sieben Punkte Rückstand auf den Klassenerhalt hatte, kämpfte man sich noch auf zwei Punkte an Brieske-Senftenberg heran. In die zweite Liga wurde Lok begleitet von Einheit Dresden. Das langjährige Oberligamitglied (seit 1950) kehrte danach nie wieder in den erstklassigen Fußball zurück.
Der SC Wismut Karl-Marx-Stadt wurde mit einem Zwei-Punkte-Abzug bestraft, weil aus der unterklassigen Mannschaft Chemie Glauchau ein Spieler unerlaubt abgeworben wurde.

## Abschlusstabelle
| Pl. | Verein                          | Sp. | S  | U  | N  | Tore    | Diff. | Punkte |
| --- | ------------------------------- | --- | -- | -- | -- | ------- | ----- | ------ |
| 1.  | ASK Vorwärts Berlin (M)         | 39  | 21 | 8  | 10 | 069:490 | +20   | 50:28  |
| 2.  | SC Empor Rostock                | 39  | 20 | 7  | 12 | 070:430 | +27   | 47:31  |
| 3.  | SC Dynamo Berlin                | 39  | 18 | 9  | 12 | 072:640 | +8    | 45:33  |
| 4.  | SC Motor Jena (P)               | 39  | 15 | 13 | 11 | 077:600 | +17   | 43:35  |
| 5.  | BSG Motor Zwickau               | 39  | 16 | 9  | 14 | 059:660 | −7    | 41:37  |
| 6.  | SC Lokomotive Leipzig           | 39  | 15 | 10 | 14 | 067:570 | +10   | 40:38  |
| 7.  | SC Wismut Karl-Marx-Stadt *     | 39  | 13 | 14 | 12 | 060:480 | +12   | 38:40  |
| 8.  | SC Rotation Leipzig             | 39  | 11 | 16 | 12 | 057:570 | ±0    | 38:40  |
| 9.  | SC Aufbau Magdeburg             | 39  | 16 | 5  | 18 | 059:630 | −4    | 37:41  |
| 10. | SC Turbine Erfurt (N)           | 39  | 13 | 9  | 17 | 066:690 | −3    | 35:43  |
| 11. | SC Chemie Halle                 | 39  | 11 | 12 | 16 | 053:660 | −13   | 34:44  |
| 12. | SC Aktivist Brieske-Senftenberg | 39  | 10 | 13 | 16 | 045:530 | −8    | 33:45  |
| 13. | SC Einheit Dresden              | 39  | 9  | 14 | 16 | 048:730 | −25   | 32:46  |
| 14. | BSG Lokomotive Stendal (N)      | 39  | 12 | 7  | 20 | 049:830 | −34   | 31:47  |

(M): Meister der letzten Saison

(P): Pokalsieger der letzten Saison

(N): Aufsteiger der letzten Saison
Aufsteiger aus der DDR-Liga 1961/62: SG Dynamo Dresden, SC Motor Karl-Marx-Stadt

## Kreuztabelle
| 1961/62 | 1961/62                         | ASK Vorwärts Berlin | FC Empor Rostock | SC Dynamo Berlin | SC Motor Jena | BSG Motor Zwickau | SC Lokomotive Leipzig | SC Wismut Karl-Marx-Stadt | SC Rotation Leipzig | SC Aufbau Magdeburg | SC Turbine Erfurt | SC Chemie Halle | SC Aktivist Brieske-Senftenberg | SC Einheit Dresden | BSG Lokomotive Stendal |
| 1.      | ASK Vorwärts Berlin             |                     | 2:0 2:2          | 3:0 1:2          | 1:0 3:1       | 1:0 3:1           | 2:2 –                 | 2:1 –                     | 1:1                 | 2:0 –               | 3:2 –             | 5:1 –           | 1:0 1:1                         | 1:1 2:1            | 3:0 1:1                |
| 2.      | SC Empor Rostock                | 1:3 –               |                  | 2:1 –            | 0:0 2:2       | 3:0 –             | 3:1 0:0               | 3:0 0:0                   | 2:1 3:1             | 4:2 0:1             | 0:3 –             | 2:0 –           | 2:0 1:2                         | 3:0 6:0            | 3:0 4:1                |
| 3.      | SC Dynamo Berlin                | 1:3 –               | 1:4 1:1          |                  | 2:1 –         | 1:1 –             | 1:1 3:2               | 0:1 1:1                   | 2:0 2:1             | 5:3 1:0             | 5:1 –             | 0:2 2:2         | 1:0 1:1                         | 2:2 5:1            | 3:2 –                  |
| 4.      | SC Motor Jena                   | 1:0 –               | 3:1 –            | 5:1 1:2          |               | 1:0               | 3:2                   | 2:2 2:0                   | 0:1 3:3             | 5:0 –               | 0:0 3:5           | 1:1 0:0         | 2:2                             | 6:1 1:3            | 6:1 –                  |
| 5.      | BSG Motor Zwickau               | 3:0 –               | 2:1              | 1:3 3:1          | 4:2 –         |                   | 1:1 –                 | 3:1 0:1                   | 3:0 –               | 2:1 1:0             | 3:2 1:1           | 2:2 0:4         | 2:0 1:1                         | 0:1 –              | 4:3 4:0                |
| 6.      | SC Lokomotive Leipzig           | 3:0 2:4             | 3:2 –            | 0:3 –            | 2:0 –         | 0:1 1:2           |                       | 3:1 2:1                   | 4:1 1:2             | 1:3 2:2             | 5:3 3:0           | 3:0 2:3         | 2:1 –                           | 2:0 3:2            | 4:0 0:1                |
| 7.      | SC Wismut Karl-Marx-Stadt       | 2:3 2:2             | 3:0 –            | 1:1 –            | 3:0 –         | 3:0 –             | 0:0 –                 |                           | 4:1 –               | 5:0 –               | 4:0 0:0           | 2:4 1:2         | 3:1 0:0                         | 1:1 –              | 4:0 0:2                |
| 8.      | SC Rotation Leipzig             | 3:1 –               | 0:0 –            | 4:3 –            | 1:1 –         | 2:2 1:1           | 1:1 –                 | 0:0 1:2                   |                     | 1:2 0:4             | 2:0 –             | 2:2 3:1         | 6:1 –                           | 1:1 –              | 5:1 –                  |
| 9.      | SC Aufbau Magdeburg             | 2:1 0:2             | 0:3 –            | 0:1 –            | 1:1 1:3       | 5:0 –             | 2:0 –                 | 3:1 0:0                   | 0:1 –               |                     | 3:4 3:2           | 1:0 –           | 0:2 2:0                         | 1:0 –              | 3:2 –                  |
| 10.     | SC Turbine Erfurt               | 1:2 2:1             | 0:3 2:1          | 1:2 2:2          | 1:1 –         | 4:2 –             | 1:0 –                 | 3:3 –                     | 1:1                 | 0:1 –               |                   | 4:1 0:1         | 1:3 2:0                         | 1:1 –              | 5:0 1:2                |
| 11.     | SC Chemie Halle                 | 2:1 3:1             | 0:2 0:1          | 2:5 –            | 3:1 –         | 0:1 –             | 0:1 –                 | 2:2 –                     | 0:0 –               | 2:1                 | 0:3 –             |                 | 1:1 –                           | 2:4 1:1            | 1:2 –                  |
| 12.     | SC Aktivist Brieske-Senftenberg | 2:3 –               | 2:0 –            | 2:1 –            | 1:3 –         | 4:1 –             | 0:0 1:1               | 0:0 –                     | 0:2 1:1             | 2:0 –               | 1:2 –             | 1:1 2:1         |                                 | 5:1 0:1            | 2:0 0:1                |
| 13.     | SC Einheit Dresden              | 1:0 –               | 1:2 –            | 3:1 –            | 1:1 –         | 1:1 2:2           | 2:2 –                 | 1:2 1:3                   | 3:1 0:3             | 1:3 1:1             | 3:2 0:2           | 1:1 –           | 2:0 –                           |                    | 1:1 1:2                |
| 14.     | BSG Lokomotive Stendal          | 0:1 –               | 1:2 –            | 0:2 3:1          | 1:3 2:3       | 4:0 –             | 2:3 –                 | 2:0 –                     | 0:0 2:1             | 2:2 1:5             | 2:1 –             | 3:3 1:0         | 1:1 –                           | 0:0 –              |                        |

## Statistik

### Die Meistermannschaft
| ASK Vorwärts Berlin |
| --- |
| Karl-Heinz Spickenagel (39 Spiele / Tore -) Peter Kalinke (29/1), Werner Unger (22/-), Hans-Dieter Krampe (34/-) Hans-Georg Kiupel (36/1), Gerhard Körner (39/6) Rainer Nachtigall (26/5), Jürgen Nöldner (31/18), Gerhard Vogt (37/7), Horst Kohle (26/8), Günther Wirth (37/5) Trainer: Harald Seeger |
| außerdem: Günter Hoge (24/1), Günter Riese (20/-), Lothar Meyer (19/6), Gerhard Reichelt (9/-), Horst Begerad (6/-), Ulrich Prüfke (6/-), Otto Fräßdorf (3/1), Dieter Karow (6/3) |
| ohne Einsatz: Alfred Zulkowski (Tor) |

### Torschützenliste
|    | Spieler         | Mannschaft            | Tore |
| -- | --------------- | --------------------- | ---- |
| 1. | Arthur Bialas   | SC Empor Rostock      | 23   |
| 2. | Erwin Seifert   | SC Turbine Erfurt     | 22   |
| 3. | Henning Frenzel | SC Lokomotive Leipzig | 20   |
| 3. | Rainer Knobloch | SC Turbine Erfurt     | 20   |
| 5. | Peter Ducke     | SC Motor Jena         | 19   |

### Sonstiges
Insgesamt sahen 2.207.900  Zuschauer die 273 Oberligaspiele, das ergibt einen Schnitt von 8.088 Zuschauern pro Spiel. Dies war bis dahin der niedrigste Zuschauerschnitt der Oberliga und wurde erst 1991 unterboten. Ein Grund dafür war eventuell auch die Entscheidung, die dritten Partien zwischen zwei Mannschaften jeweils auf neutralen (meist kleineren) Plätzen in Nicht-Oberliga-Städten auszurichten. Die Spiele Rotation Leipzig – Lok Leipzig (29. Oktober 1961), Empor Rostock – Vorwärts Berlin (15. April 1962), Einheit Dresden – Vorwärts Berlin (30. Mai 1962) und Aufbau Magdeburg – Lok Stendal (30. Mai 1962) hatten mit jeweils 35.000 Zuschauern den größten Zuspruch.
Es fielen 851 Tore, also 3,12 pro Spiel. Die torreichsten Begegnungen waren Dynamo Berlin – Aufbau Magdeburg 5:3 am 12. März 1961 und Lok Leipzig – Turbine Erfurt 5:3 am 26. August 1961.

## FDGB-Pokal
Der FDGB-Pokal wurde in dieser Spielzeit vom Oberliga-Elften Chemie Halle gewonnen. Im Finale unterlag der Meisterschaftsdritte Dynamo Berlin. Halle hatte im Halbfinale bereits den Pokalverteidiger Jena besiegt.

## Internationale Wettbewerbe
Diese Saison brachte einen ersten internationalen Erfolg für DDR im Europapokal. Der Pokalsieger Motor Jena schaffte es im Europapokal der Pokalsieger bis ins Halbfinale, wo man gegen den späteren Titelgewinner Atlético Madrid ausschied. Im Europapokal der Landesmeister reichte Vorwärts Berlin ein 3:0 im Hinspiel gegen den Linfield FC um weiterzukommen, da Linfield danach zurückzog. In der ersten Runde schied Vorwärts dann gegen die Glasgow Rangers aus. Im Messestädte-Pokal schaffte es die Leipziger Stadtauswahl in die zweite Runde und unterlag dort dem MTK Budapest. Ferner nahmen Vorwärts Berlin, Motor Jena, Dynamo Berlin und Lokomotive Leipzig am erstmals ausgetragenen International Football Cup teil.